# Nordals Härads Sparbank
Nordals Härads Sparbank är en sparbank med verksamhet i Dalsland. Banken lyder under sparbankslagen och är formellt fristående, men genom samarbetsavtal står man Swedbank nära. Banken samarbetar även med andra sparbanker och tidigare sparbanker i Sparbankernas Riksförbund. Banken har kontor på orterna Mellerud, Högsäter, Bäckefors och Åsensbruk. Banken bytte namn till Dalslands Sparbank i maj 2009.